# Manuel Pacheco da Silva
Dr. Manuel Pacheco da Silva, primeiro e único barão com grandeza de Pacheco (Rio de Janeiro, 6 de agosto de 1812 — Rio de Janeiro, 8 de abril de 1889), foi um educador e médico brasileiro.
Filho de Manuel Pacheco da Silva e D. Francisca de Ponce Pacheco da Silva, casou-se com D. Rosalina Dionísia Pacheco. Formado na Faculdade de Medicina do Rio de Janeiro, em 1839.
Exerceu diversos cargos públicos, entre eles inspetor geral interino, membro da junta central de higiene pública, reitor do Colégio Pedro II e diretor do Instituto Comercial do Rio de Janeiro. Foi preceptor dos príncipes Pedro e Augusto de Saxe-Coburgo e Bragança, filhos da princesa Leopoldina com o duque de Saxe.
Era oficial da Imperial Ordem da Rosa e foi agraciado barão com grandeza em 2 de abril de 1887.
Seus restos mortais encontram-se no jazigo da família no Cemitério de São João Batista, em Botafogo.